# Trash (film, 1970)
Trash är en amerikansk dramafilm från 1970 i regi av Paul Morrissey. Den är andra delen i Trash-trilogin, som inleddes med Flesh (1968) och avslutades med Heat (1971).

## Rollista i urval
- Joe Dallesandro – Joe Smith
- Holly Woodlawn – Holly Sandiago
- Geri Miller – Geri, the go-go dancer
- Andrea Feldman – Rich Girl
- John Putnam – Johnny